# Kristijan Jakić
Kristijan Jakić (Split, 14 mei 1997) is een Kroatisch voetballer die bij voorkeur als middenvelder speelt. Hij verruilde Dinamo Zagreb in de zomer van 2022 voor Eintracht Frankfurt, dat hem al een seizoen huurde. Jakić debuteerde in 2021 in het Kroatisch voetbalelftal.

## Spelerscarrière
Jakić werd geboren in Split, maar groeide op in het dorp Runovići, en speelde in de jeugd van het lokale team NK Mračaj Runović, NK Imotski en RNK Split. Bij laatstgenoemde club maakte hij in december 2015 zijn debuut in het profvoetbal tegen NK Osijek. Na de degradatie van RNK Split in mei 2017 transfereerde Jakić naar NK Lokomotiva Zagreb. Na een moeilijk eerste half jaar werd hij begin 2018 voor de rest van het seizoen verhuurd aan NK Istra 1961. Bij terugkeer in Zagreb werd Jakić gedurende twee seizoenen een vaste kracht, voor hij in augustus 2020 voor een bedrag van €1,2 miljoen naar stadsgenoot GNK Dinamo Zagreb vertrok. Bij die club zette hij zijn ontwikkeling door, wat de aandacht van Eintracht Frankfurt wekte. Op 30 augustus 2021 tekende Jakić bij Eintracht Frankfurt. Hij zou eerst een seizoen op huurbasis spelen, waarna de Duitse club de koopoptie definitief op 1 juli 2022 lichtte. Met Frankfurt won hij in zijn eerste seizoen de UEFA Europa League 2021/22 door in de finale Rangers FC te verslaan.

## Interlandcarrière
Jakić speelde voor verschillende Kroatische jeugdelftallen. Op 20 september 2021 werd hij door bondscoach Zlatko Dalić opgeroepen voor de WK-kwalificatieduels tegen Cyprus en Slowakije. Hij maakte op 8 oktober 2021 zijn debuut tegen Cyprus. Jakić werd in de 84e minuut ingebracht voor Marcelo Brozović. Op 9 november 2022 werd bekendgemaakt dat bondscoach Dalić Jakić had opgenomen in de definitieve selectie voor het WK 2022. Jakić maakte enkel zijn opwachting in de gewonnen troostfinale tegen Marokko.
| Interlands van Kristijan Jakić voor Kroatië | Interlands van Kristijan Jakić voor Kroatië | Interlands van Kristijan Jakić voor Kroatië | Interlands van Kristijan Jakić voor Kroatië | Interlands van Kristijan Jakić voor Kroatië | Interlands van Kristijan Jakić voor Kroatië |
| No.                                         | Datum                                       | Wedstrijd                                   | Uitslag                                     | Competitie                                  | Bijz.                                       |
| Als speler van Eintracht Frankfurt          | Als speler van Eintracht Frankfurt          | Als speler van Eintracht Frankfurt          | Als speler van Eintracht Frankfurt          | Als speler van Eintracht Frankfurt          | Als speler van Eintracht Frankfurt          |
| ------------------------------------------- | ------------------------------------------- | ------------------------------------------- | ------------------------------------------- | ------------------------------------------- | ------------------------------------------- |
| 1                                           | 8 oktober 2021                              | Cyprus – Kroatië                            | 0 – 3                                       | WK 2022 kwalificatie                        |                                             |
| 2                                           | 11 november 2021                            | Malta – Kroatië                             | 1 – 7                                       | WK 2022 kwalificatie                        |                                             |
| 3                                           | 26 maart 2022                               | Kroatië – Slovenië                          | 1 – 1                                       | Vriendschappelijk                           |                                             |
| 4                                           | 10 juni 2022                                | Denemarken – Kroatië                        | 0 – 1                                       | UEFA Nations League 2022/23                 |                                             |
| 5                                           | 17 december 2022                            | Kroatië – Marokko                           | 2 – 1                                       | WK 2022 – Troostfinale                      |                                             |

## Erelijst
| Competitie          | Aantal | Jaren |
| ------------------- | ------ | ----- |
| Dinamo Zagreb       |        |       |
| Landskampioen       | 1x     | 2021  |
| Beker van Kroatië   | 1x     | 2021  |
| Eintracht Frankfurt |        |       |
| UEFA Europa League  | 1x     | 2022  |
| Kroatië             |        |       |
| Wereldkampioenschap | Brons  | 2022  |